# Claque

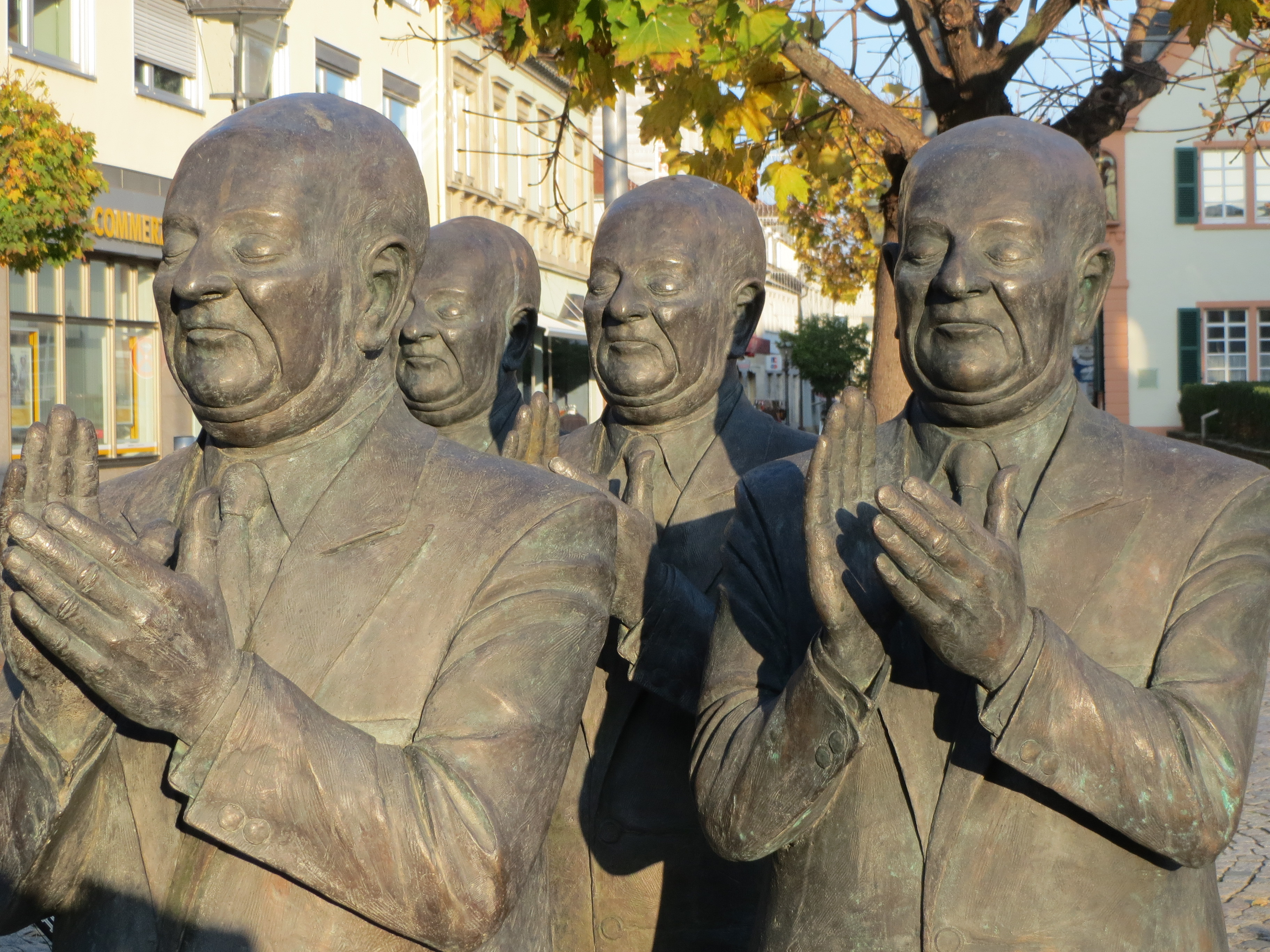
Escultura elusiva a prática de 'claque'.

Claque (do francês para "aplaudir") é, em sua origem, um termo que se refere a uma equipe de profissionais para aplaudir espetáculos em teatros e casas de ópera francesas. 
Com o surgimento da televisão, o termo passou a denominar também aqueles contratados para aplaudir ou rir durante programas de auditório ou humorísticos.